# アイスランドの酒

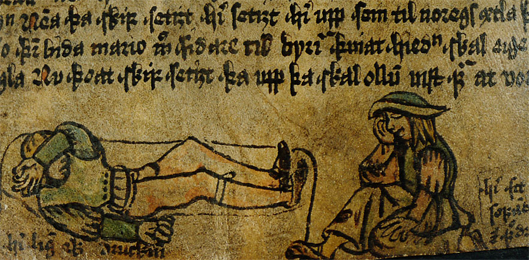
酩酊したアイスランド人（15世紀の年代記の挿絵）

アイスランドの酒（アイスランドのさけ）では、アイスランドにおける酒とその歴史について述べる。アイスランド島では、ノース人が入植した当初からビールなどが持ち込まれていたと考えられている。20世紀においては、酒類、特にビールが規制されていた（アイスランドにおける禁酒法）。1989年に解禁されてからはアイスランド人のビール消費量が著しく増加しており、アイスランド発の酒類メーカーも登場してきている。

## 前近代
アイスランドに到来した初期の入植者は、ビールや蜂蜜酒を嗜んでいた。『ハーヴァマール』などの詩には、エール(öl)を飲む描写が見られる。しかしアイスランドの気候変動（特に小氷期の1300年ごろから1850年ごろ）により島内で大麦を生産できなくなり、ビール生産が困難になったと考えられている。

## 禁酒法
1908年の国民投票に基づき、アイスランドでは1915年1月1日からすべてのアルコール飲料を禁止することが禁止された。しかしスペインから、スペイン産ワインをアイスランドが輸入しなければアイスランドの主要輸出品である魚を受け入れないと圧力を受けた結果、1921年にワイン制限が一部緩和された。さらに1933年の国民投票で、蒸留酒が合法化された。一方で、1935年に行われた投票ではアルコール度数2.25%を越えるビールの是非が問われたが、蒸留酒より安いビールの方が人々を堕落に誘いやすいと主張する禁酒運動団体の活動もあり、否決された。
1988年になってようやく、アルシング（アイスランド議会）で2.25パーセント以上のビールも合法とする法案が可決された。これにより、ビールに対する規制も1989年3月1日をもって廃止された。

## その後
禁酒法の全面廃止により、アイスランド人の嗜好は以前から合法だった高アルコール度数の蒸留酒からビールやワインへ移っていった。1989年から2007年にかけて、一人当たりの蒸留酒販売量が半分近くまで落ち込んだのに対し、ビールの販売量は2倍以上に伸び、2007年のビール販売量は1.94億リットルに上った:13。2014年の世界保健機関の報告によれば、アイスランド人の酒類消費量の62パーセントをビールが占めていた。
アイスランドにおける2大酒類メーカーは、エギル・スカラグリームソン醸造所とヴィーキング・ビョール（コカ・コーラ・ヨーロピアン・パートナーズが運営）である。Tその他、200年代後半から小規模なクラフトビールメーカーが増加して多彩なビールを提供するようになり、中には国際的な賞を受賞するメーカーも出てきている。

## 販売
オフプレミスのアルコール飲料小売は、国営のアルコール・タバコ公社が国内46か所の店舗（ヴィーンブージン）で行う専売制となっている。2015年には国家による酒類販売独占を廃そうとする法案が提出された。